# Barnet (film fra 2005)
 For alternative betydninger, se Barnet. (Se også artikler, som begynder med Barnet)
Barnet (originaltitel: L'Enfant) er en belgisk film fra 2005 instrueret af filmbrødrene Jean-Pierre og Luc Dardenne med Jérémie Renier og Déborah François i hovedrollerne.
Filmen blev en kritikersucces og den vandt blandt andet Guldpalmen ved filmfestivalen i Cannes i 2005. I 2017 blev filmen medtaget som nr. 14 på The New York Times' liste "Best Film of the 21st Century So Far".
Filmen havde dansk premiere den 2. juni 2006 i Grand i København og i Øst for Paradis i Århus.

## Handling
Det unge par Bruno og Sonia, lever af hendes socialhjælp og Brunos smårapserier, da Sonia bliver gravid. Mens Sonia er væk, sælger Bruno deres baby til en illegal adoptionsring for at tjene nogle hurtige penge. Han fortæller det til Sonia og forklarer, at de bare kan “lave” en anden baby, men Sonia bliver oprørt og besvimer.
Da Bruno ser Sonias reaktion, og da han vil gøre fejlen god igen, køber Bruno barnet tilbage til overpris - men efter at være blevet afvist af Sonia, fører hans stigende gæld ham ind i problemer. Sonia har meldt ham til politiet, han og han ender i fængsel, hvor Sonia besøger ham og deler et øjebliks fortvivlelse.

## Medvirkende
- Jérémie Renier som Bruno
- Déborah François som Sonia
- Jérémie Segard som Steve
- Fabrizio Rongione
- Olivier Gourmet

## Modtagelse

### Kritisk respons
Barnet modtog overvejende positive anmeldelser fra kritikere. Websitet Rotten Tomatoes giver filmen en "approval rating" på 86 % baseret på 106 anmeldelser med en gennemsnitlig score på 7,5/10. Websitets konsensus lyder: "Dardenner-brødrene fortsætter med at udmærke sig ved at præsentere værker af stringent naturalisme, med løsrevne observationer af autentiske karakterer, der ikke desto mindre giver genklang med komplekse moralske spørgsmål." På Metacritic, der sammenfatter anmeldernes vurdering, har filmen en gennemsnitlig score på 87, baseret på 34 anmeldelser, hvilket indikerer "universel anerkendelse".

### Priser og nomineringer
Barnet vandt i 2005 Guldpalmen ved Filmfestivalen i Cannes, hvorved instruktørerne Jean-Pierre og Luc Dardenne vandt Guldpalmen for anden gang efter at de to i 1999 have vundet prisen med Rosetta. Filmen modtog André Cavens Award for bedste film af den belgiske filmkritikerforening (UCC). Den blev også nomineret til bedste film og bedste skuespiller (for Jérémie Renier) ved European Film Awards.
Barnet var ved Bodilprisuddelingen i 2007 nomineret til en Bodil for bedste ikke-amerikanske film, men prisen gik til Florian Henckel-Donnersmarcks De andres liv.
Filmen blev valgt som Belgiens officielle bidrag til Oscar-prisen for bedste fremmedsprogede film ved den 78. Oscar-uddeling, men filmen opnåede ikke en nominering.
| Pris                             | Dato               | Kategori                             | Modtager(e)                    | Resultat  | Ref(s) |
| -------------------------------- | ------------------ | ------------------------------------ | ------------------------------ | --------- | ------ |
| Belgian Film Critics Association | 2005               | André Cavens Award                   | Dardenne-brødrene              | Vundet    | [ 8 ]  |
| Filmfestivalen i Cannes          | 11. – 22. maj 2005 | Palme d'Or                           | Dardenne-brødrene              | Vundet    | [ 5 ]  |
| César Awards                     | 25. februar 2006   | César for bedste film                | Dardenne-brødrene              | Nomineret |        |
| César Awards                     | 25. februar 2006   | César for bedste instruktør          | Dardenne-brødrene              | Nomineret |        |
| César Awards                     | 25. februar 2006   | César for bedste original manuskript | Dardenne-brødrene              | Nomineret |        |
| César Awards                     | 25. februar 2006   | César for største kvindelige filmhåb | Deborah Francois               | Nomineret |        |
| David di Donatello Awards        | 2006               | Best European Film                   | Dardenne-brødrene              | Nomineret | [ 9 ]  |
| European Film Awards             | 2006               | Bedste film                          | Dardenne brothers, Denis Freyd | Nomineret | [ 10 ] |
| European Film Awards             | 2006               | Best Actor                           | Jérémie Renier                 | Nomineret | [ 10 ] |
| Gopo Awards                      | 2007               | Best European Film                   | Dardenne-brødrene              | Nomineret | [ 11 ] |
| Guldbagge Awards                 | 30. januar 2006    | Best Foreign Film                    | Dardenne-brødrene              | Vundet    | [ 12 ] |
| Joseph Plateau Awards            | 7. marts 2006      | Bedste film                          | Dardenne-brødrene              | Vundet    | [ 13 ] |
| Joseph Plateau Awards            | 7. marts 2006      | Best Director                        | Dardenne-brødrene              | Vundet    | [ 13 ] |
| Joseph Plateau Awards            | 7. marts 2006      | Best Actor                           | Jérémie Renier                 | Vundet    | [ 13 ] |
| Joseph Plateau Awards            | 7. marts 2006      | Best Actress                         | Déborah François               | Vundet    | [ 13 ] |
| Lumières Awards                  | 21. februar 2006   | Bedste fransksprogede film           | Dardenne-brødrene              | Vundet    | [ 14 ] |
| Toronto Film Critics Association | 19. december 2006  | Best Foreign Language Film           | Dardenne-brødrene              | Vundet    | [ 15 ] |
| Toronto Film Critics Association | 19. december 2006  | Best Director                        | Dardenne-brødrene              | Vundet    | [ 15 ] |

## Eksterne links
- Barnet på Internet Movie Database (engelsk)
- Barnet på Filmdatabasen
- Barnet på Scope
- Barnet i Svensk Filmdatabas (svensk)
- Barnet på AlloCiné (fransk)
- Barnet på MovieMeter (nederlandsk)
- Barnet på AllMovie (engelsk)
- Barnet hos British Film Institute (engelsk)
- Barnets profil hos Encyclopædia Britannica Online (engelsk)
- Barnet på Turner Classic Movies (engelsk)
- Officiel hjemmeside